# گروه آوازی دامور
گروه آوازی دامور یک گروه موسیقی شناخته شده در ژانر آکاپلا است که در زمستان سال ۱۳۸۹ توسط فراز خسروی دانش و با همفکری عطا حکاک تأسیس شد.
اعضای کنونی این گروه را غزل اکلیلی، اهدا مصلحی، مینا جعفری، فروغ فضلی، محمود رحمانی، سپند الهی، عطا حکاک تشکیل می‌دهند.
قطعات گروه منتخبی از موسیقی سازی و آوازی است که در شاخه‌های کلاسیک، جَز، محلی و پاپ اجرا می‌شوند. این قطعات که در گستره‌های مختلف صدایی به صورت پولی فونی (چندصدایی) برای خوانندگان تنظیم شده، همراه با افکت‌های صوتی و تقلید سازهای مختلف مانند درامز، گیتارباس، ترومپت، نی، دودوک و غیره، بدون همراهی ساز (A'capella) می‌باشد. با این نوع تنظیم مخاطب می‌تواند موسیقی سازی را توسط حنجره این گروه بشنود. موزیکالیته، کیفیت مطلوب اجرایی، ارتباط با مخاطب و جذب آن و همچنین بازنگری آثار ماندگار تاریخ موسیقی ایران و جهان با رویکردی نوین مهمترین اهداف این گروه را تشکیل می‌دهند.

## فعالیت‌ها
- کنسرت‌های متعدد از سال ۹۰ تاکنون[۴][۵][۶][۷]
- انتشار اولین آلبوم صوتی تصویری موسیقی ایران[۸][۹][۹][۱۰]
- کنسرت خیریه به نفع کودکان مبتلا به سرطان محک[۱۱]
- تولید موسیقی مجموعه انیمیشن شیپرز[۱۲]
- همکاری گروه آوازی دامور در کنسرت مازیار فلاحی[۱۳][۱۴]
- اجراهای مختلف در صدا و سیمای جمهوری اسلامی ایران[۱۵][۱۶][۱۷]
- حضور گروه آوازی دامور در برنامه تلویزیونی خندوانه به کارگردانی رامبد جوان[۱۸][۱۹]

## آلبوم‌ها
- آلبوم صوتی تصویری آکاپلا گروه آوازی دامور[۲۰][۲۱][۲۲]

## افتخارات
- برنده تندیس برترین آلبوم دوسالانه خانه موسیقی ایران[۲۳]
- کسب مقام سوم بیست و هفتمین جشنواره بین‌المللی موسیقی فجر[۲۴][۲۵]
- نامزد بهترین آهنگسازی جایزه باربد جشنواره بین‌المللی موسیقی فجر[۲۶][۲۷]